# Hieracômpolis
Hieracômpolis (em grego clássico: Ἱεράκων πόλις; romaniz.: Hierakōn polis; lit. "Cidade do Falcão"), Nequém (Nekhen) ou Com Alamar (em árabe: الكوم الأحمر‎; romaniz.: Kōm el-Aḥmar; lit. "O Monte Vermelho") foi capital política e religiosa do Alto Egito no fim do pré-dinástico (3200–3000 a.C.) e talvez durante o início da Época Tinita (3100–2686 a.C.). O sítio compreende um assentamento e necrópole e está a 80 quilômetros ao sul de Luxor.

## Sítio
Hieracômpolis esteve particularmente associada ao culto do deus Hórus, razão pelo qual foi chamada dessa forma em grego. Floresceu durante o final do pré-dinástico e Época Tinita (4000–2686 a.C.). Sua má registrada escavação realizada por James Quibell e Frederick W. Green descobriu em 1894 o "Depósito Principal", um estrato entre duas muralhas ligadas a um complexo templário do Reino Antigo (2686–2181 a.C.) dentro do assentamento. O estrato parece ter consistido sobretudo de objetos cerimoniais do protodinástico (ca. 3 000 a.C.) como a paleta de Narmer e a cabeça de clava de Escorpião. Outras escavações conduzidas nos anos 70 e 80 descobriram sítios pré-dinásticos no deserto circundante, o único santuário pré-dinástico conhecido e ajudaram a ampliar a compreensão do padrão sócio-econômico dela na Época Tinita. O chamado "forte" do faraó Quenerés (m. 2 686 a.C.) é agora entendido como recinto funerário como o Xunete Elzebibe de Abidos.
Uma das mais importantes descobertas em Hieracômpolis no cemitério pré-dinástico foi a Tumba 100, a tumba de tijolos alinhados do fim de Nacada II (3500–3200 a.C.) decorada com pinturas murais, mas cuja localização é hoje desconhecida. Em 2009, foi achada a mais antiga coleção zoológica conhecida do planeta, datada de 3 500 a.C.; dentre os animais havia hipopótamos, elefantes, babuínos, gatos-bravo e vacas-do-mato. Também foram encontradas ao longo das escavações túmulos posteriores, datados do Reino Médio, Segundo Período Intermediário e Reino Novo. No túmulo pintado de Horencauefe, do Segundo Período Intermediário, foi encontrada uma inscrição biográfica que relata a jornada de Horencauefe à capital.

## História

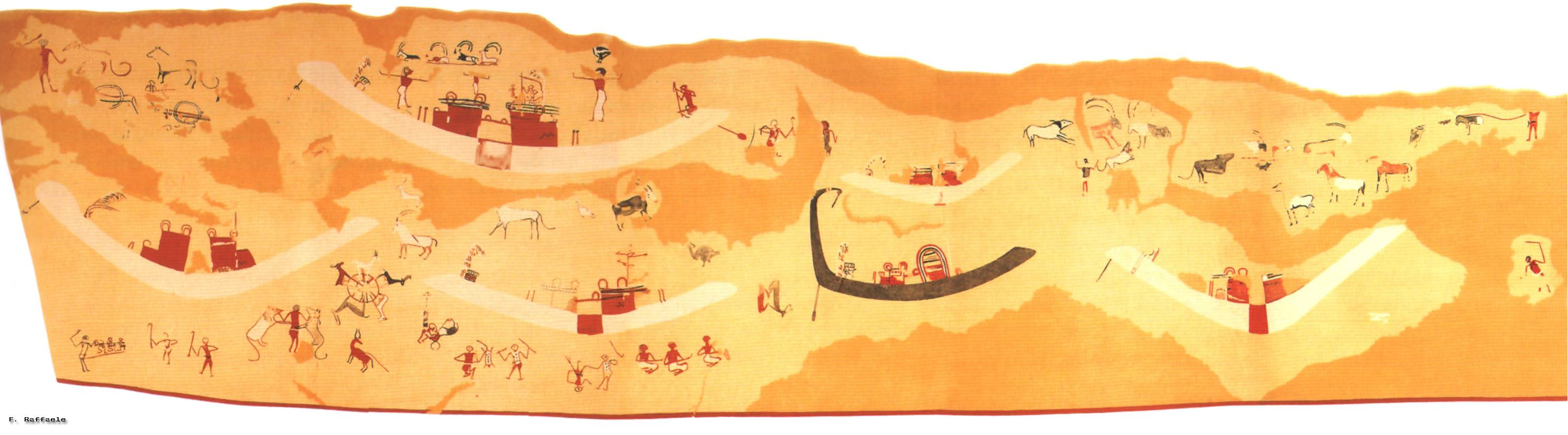
Pinturas murais da Tumba 100

Hieracômpolis era um dos grandes centro do pré-dinástico do Alto Egito. Já era relevante desde Nacada I (4000–3500 a.C.), mas em Nacada II tornar-se-ia o mais importante centro, talvez conquistando a antes predominante Nacada. Pensa-se que se tornou capital de um reino por esse tempo, junto de Abidos mais ao norte, e conflitaram entre si por hegemonia e melhor acesso às terras férteis.  A supracitada Tumba 100 certamente pertenceu a um governante local da cidade. Em Nacada III (3200–3000 a.C.), o maior centro de poder era Abidos, mas Hieracômpolis manteve muito de seu poder pelo acesso privilegiado às rotas comerciais do sul, assim como as minas da Núbia. Com a unificação do Egito, Hieracômpolis tornou-se capital do terceiro nomo do Alto Egito, posição que brevemente perdeu durante o Reino Novo, quando Nequebe, na outra margem do rio, superou-a.